# Ḍ
D con punto suscrito (Ḍ, minúscula : ḍ) es una letra adicional del alfabeto latino, formada a partir de la letra D con la adición de un punto diacrítico.

## Uso
En la transcripción de idiomas afroasiáticos como el árabe, ⟨ḍ⟩ representa una consonante "enfática" dˤ, y se usa también para ese propósito en el alfabeto latino bereber.
En la transcripción de las lenguas de la India y iranias orientales, así como en la ortografía del o'odham y del siciliano, ⟨ḍ⟩ representa una retrofleja [ɖ].
En siciliano se escribe siempre doblada: «ḌḌ» o «ḍḍ».
Además era utilizada en la transcripción antigua del javanés, pero fue reemplazada por ⟨dh⟩.

## Unicode
| Carácter      | Ḍ                                     | Ḍ                                     | ḍ                                   | ḍ                                   |
| ------------- | ------------------------------------- | ------------------------------------- | ----------------------------------- | ----------------------------------- |
| Unicode       | LATIN CAPITAL LETTER D WITH DOT BELOW | LATIN CAPITAL LETTER D WITH DOT BELOW | LATIN SMALL LETTER D WITH DOT BELOW | LATIN SMALL LETTER D WITH DOT BELOW |
| Codificación  | decimal                               | hex                                   | decimal                             | hex                                 |
| Unicode       | 7692                                  | U+1E0C                                | 7693                                | U+1E0D                              |
| UTF-8         | 225 184 140                           | E1 B8 8C                              | 225 184 141                         | E1 B8 8D                            |
| Ref. numérica | &#7692;                               | &#x1E0C;                              | &#7693;                             | &#x1E0D;                            |